# 释印顺
釋印順（1906年4月5日—2005年6月4日），俗名張鹿芹，法名印順，號盛正，人稱印順導師、印順長老、印順法師，浙江海寧（今屬嘉興）人。剃度師為普陀山福泉庵清念和尚，天童寺受戒時，戒和尚是圓瑛和尚，為太虛大師門徒，慈濟證嚴法師的入門師父。
印順法師是一名活躍的學問僧，著作等身。在閩南佛學院開始修學三論，進而研究唯識論，後來讀到《阿含經》與各部《廣律》，有現實人間的親切感、真實感，不似部分大乘經的表現於信仰與理想之中，而深信佛法是「佛在人間」。在初期大乘佛教中，重視的人物是龍樹，對龍樹綜合開闡了智慧、慈悲兼修這點有高度評價。一生著作頗豐，大致分為《妙雲集》、《華雨集》以及單獨專著三大類。曾以《中國禪宗史》一書，獲頒日本大正大學的正式博士學位，為中華民國比丘界首位博士。
他畢生推行人間佛教，承繼於太虛大師的「人生佛教」主張而來。人間佛教重視「此時，此地，此人」的關懷，主張「然佛法以人為本，也不應天化、神化。不是鬼教，不是（天）神教，非鬼化非神化的人間佛教，才能闡明佛法的真意義」。這種主張被視為「一種為了佛教適應近代社會的發展而探尋其理論和實踐的運動」。
其理念對佛光山的星雲法師（主張「 人間佛教性格」）、法鼓山的聖嚴法師（主張「 人間淨土」）、慈濟功德會的證嚴法師（主張「 人間菩薩招生」）都有不少影響。

## 生平

### 出家因緣
1925年，印順法師19歲時，由於閱讀《中論》，領略到佛法之高深而嚮往不已。經過四、五年的閱讀思惟，發現了佛法與現實佛教界間的距離，所理解到的佛法與現實佛教界差距太大，引起了內心之嚴重關切，因此發願：「為了佛法的信仰，真理的探求，我願意出家，到外地去修學。將來修學好了，宣揚純正的佛法。」1930年11月30日（24歲）農曆十月十一，於普陀山福泉庵禮清念老和尚為師，落髮出家，法名印順，號盛正。其僧名「盛」所依法脈偈，承屬臨濟宗鶴鳴庵支派。

### 閱藏教學
農曆十月底，印順法師至天童寺受具足戒，戒和尚為圓瑛老和尚。受戒後，得其恩師之同意與資助，於1931年（25歲）二月，至廈門南普陀寺閩南佛學院求法。1932年（26歲），於佛頂山慧濟寺之閱藏樓「閱藏」三年。此一閱藏之處為印順法師出家以來所懷念為最理想的地方。1934年，為了閱覽三論宗的章疏，到世界佛學苑圖書館（原武昌佛學院）半年，並在該處任職研究員。1936年（30歲），世界佛學苑圖書館開辦研究班，印順法師受太虛大師之命，指導研究班的「三論」研究。
1938年，印順法師至漢藏教理院，講授中觀學。在那裡，與法尊法師成為好友，常彼此作法義的探討辨析，請求他翻譯龍樹的《七十空性論》，並為法尊法師所翻譯的《菩提道次第廣論》、《密宗道次第廣論》協助潤文，修飾文字。
1941年，時年35歲，當時演培法師受太虛大師之命前往四川合江創辦法王學院，請印順法師為導師，繼改任院長，「印順導師」之名因此而來。

### 編纂《太虛大師全書》
1947年（41歲），太虛大師逝世，由於太虛大師生前講說著作等身，卻未能及時彙整，續明法師在《太虛大師全書編纂說明》中記載：「大師弟子，均齊集上海，席間一致公推印順法師負起領導編纂全書的責任」，是以印順法師擔任《太虛大師全書》主編，全書至第二年四月編集完成。
1948年，印順法師至福建廈門南普陀寺，創立大覺講社。因國共內戰，講社停辦。1949年，印順法師移居英屬香港，在香港佛教聯合會的幫助下，繼續進行《太虛大師全書》的校對與出版工作。同時出版了《佛法概論》。

### 輾轉來台
1952年，中國佛教會推派法師，由英屬香港取道台灣，至日本參加世界佛教徒聯誼會第二屆大會。九月，大會結束法師回到台灣，住在台北善導寺，李子寬居士聘印順法師為善導寺住持。隨後不同佛教派系的人有所不滿，鼓動慈航法師發表文章指責他「想消滅大乘佛教，引入日本佛教，想做佛教界領袖」，雖然慈航經演培法師的調解，並沒有發表文章，但是風波並沒有停息。
1953年，國民黨內部刊物，登載「據報，法師所著《佛法概論》，內容歪曲佛教意義，隱含共匪宣傳毒素，希各方嚴加注意取締。」1954年，中國佛教會行文給各地佛教團體，稱《佛法概論》為中國共產黨宣傳，要求協助取締。此後，法師遭到警總與台灣情治單位的注意，被迫寫出自白書，自承錯誤，最終有驚無險，但從此印順法師行事更為低調。
1953年，在台灣創設新竹福嚴精舍，以及於1960年，在台北創設慧日講堂，成為開山住持。1964年，在嘉義市郊「妙雲蘭若」閉關。

### 獲得正式文學博士學位
1969年（63歲），《中央日報》有「《壇經》是否為六祖所說」的討論，引起論辯的熱潮。印順法師本無參加討論，但覺得這是個大問題，值得研究，認為：「問題的解決，不能將問題孤立起來，要將有關神會的作品與《壇經》敦煌本，從歷史發展中去認識、考證。」因此參閱早期禪史，於1971年寫成了28萬字的《中國禪宗史：從印度禪到中華禪》，並附帶出版《精校敦煌本壇經》。
1971年6月，《中國禪宗史》出版後，因聖嚴法師的推介，受到日本佛教學者牛場真玄的高度重視，並將之譯成日文。日譯完成後，牛場真玄主動推介此書至大正大學申請博士學位。大正大學在審查論文後，於1973年，授予印順法師正式的文學博士學位，主審者是大正大學教授關口真大。印順法師並未前往日本攻讀碩士與博士學位（以專書著作方式獲得），也因身體因素沒有到日本領取學位。
1970年，沈家禎居士為了使漢傳佛教經典能夠進入歐美，推動漢傳大乘佛教經典的英譯。印順法師大力支持，撥出福嚴精舍的房舍，讓沈家禎居士在台灣成立譯經院。

### 逝世
2005年4月印順法師發燒，住進慈濟醫院檢查，發現是心包膜積水，血壓急速下降，醫師緊急進行心包膜積水之導引手術。手術本身非常成功，可是對於一位近百歲的老人而言，手術對他來說是一項非常大的負擔。自此之後，印順法師身體日漸虛弱，最後由於心臟衰竭，於2005年6月4日10時6分圓寂，享耆壽99歲。6月6日晨，遺體由花蓮市北上繞過台北回到印順法師在臺灣的第一座道場——新竹市青草湖的福嚴精舍。6月11日，於慈濟新竹香山區聯絡處舉行「印順導師追思讚頌法會」。
印順法師圓寂當天下午記者會時，某位比丘尼向媒體聲稱：「印順法師彌留之際曾醒來，留下一句話：『不是這樣，不是那樣，一切法皆空。』」。其入門弟子多人商議後，由昭慧法師代表向媒體澄清，「導師為人平實，說法不打啞謎，邏輯清楚，且符合經驗法則，更不會故弄玄虛，該話語並非出自導師之口。」
陳水扁總統曾於2001年臺中華雨精舍拜會印順法師，2005年6月9日頒發「總統褒揚令」：
|  | 佛國瑰寶、法門巨將印順導師，德行醇謹，堅忍剛毅。早歲潛心向佛，淹通佛法；旋創辦佛學院，陶鑄菁莪，弘道安邦。曾多次遠赴海外講學，闡揚佛教教義，屏斥怪力亂神，引緒傳薪，八紘向化。平居撰述不輟，大筆如椽，著有「妙雲集」等四十餘種論作，立意深邃，移風化德；尤以「中國禪宗史」一書，榮獲日本大正大學頒贈文學博士學位，天賦高華，蜚英騰茂。畢身盡瘁佛門，提倡「人間佛教」，宣力行菩薩道，淨化社會人心，爰有「玄奘以來第一人」令譽，德澤溥乎眾生，仁愛播於宇內。晚歲獲頒二等卿雲勳章，碩德景行，匡時淑世。綜其生平，道崇靈修，法傳經藏；瑰意琦行，矩範長存。上壽歸真，殊深軫悼，應予明令褒揚，以示政府崇念耆賢之至意。 |

為了紀念印順法師，新竹市政府將曲溪里的南松橋，改稱為印順橋。

## 思想主張
印順法師主張以佛法研究佛法的本懷：    

印度佛教思想史的研究，我是「為佛法而研究」，不是為研究而研究的。我的研究態度與方法，民國四十二年底，表示在『以佛法研究佛法』一文中。我是以佛法最普遍的法則，作為研究佛法（存在於人間的史實、文字、制度）的方法，主要是「諸行無常，諸法無我，涅槃寂靜」，為研究佛法者的究極理想。
《釋印順,契理契機之人間佛教,p5 》
由研究印度佛教到人間佛教：  

所以我這一生....主要是在作印度佛教史的探討；而佛教思想史的探究，不是一般的學問，而是「探其宗本，明其流變，抉擇而洗鍊之」，使佛法能成為適應時代，有益人類身心的，「人類為本」的佛法。
《釋印順,契理契機之人間佛教,p5 》

其人間佛教思想的經教依據：

我在佛法的探求中，直覺得佛法常說的大悲濟世，六度的首重布施，物質的、精神的利濟精神，與中國佛教界是不相吻合的。在國難教難嚴重時刻，讀到了『增壹阿含經』所說：「諸佛皆出人間，終不在天上成佛也」。回想到普陀山閱藏時，讀到『阿含經』與各部廣『律』，有現實人間的親切感、真實感，而不是部分大乘經那樣，表現於信仰與理想之中，而深信佛法是「佛在人間」，「以人類為本」的佛法。
《釋印順,契理契機之人間佛教,p4 》

印順法師認為性空一系（中期佛教）對佛理的詮解是「真實法義」，真常唯心系（後期佛教）則是為攝化印度教神我思想的外道所產生的「方便說」。
他所想弘揚的宗趣，為『立本於根本佛教之淳樸，宏傳中期佛教之行解（梵化之機應慎），攝取後期佛教之確當者，庶足以復興佛教而暢佛之本懷也歟』，認為佛法「不應為舊有的方便所拘蔽，應使佛法從新的適應中開展」：

我在修學佛法的過程中，本著一項信念，不斷的探究，從全體佛法中，抉擇出我所要弘揚的法門；涉及的範圍廣了些，我所要弘揚的宗趣，反而使讀者迷惘了！其實我的思想，在民國三十一年所寫的『印度之佛教』「自序」，就說得很明白：「立本於根本佛教之淳樸，宏傳中期佛教之行解（梵化之機應慎），攝取後期佛教之確當者，庶足以復興佛教而暢佛之本懷也歟」！
我不是復古的，也決不是創新的，是主張不違反佛法的本質，從適應現實中，振興純正的佛法。所以三十八年完成的『佛法概論』「自序」就這樣說：「深深的覺得，初期佛法的時代適應性，是不能充分表達釋尊真諦的。
大乘佛法的應運而興，……確有他獨到的長處。……宏通佛法，不應為舊有的方便所拘蔽，應使佛法從新的適應中開展。……著重於舊有的抉發，希望能刺透兩邊（不偏於大小，而能通於大小），讓佛法在這人生正道中，逐漸能取得新的方便適應而發揚起來」！──這是我所深信的，也就是我所要弘揚的佛法
《釋印順,契理契機之人間佛教,p2 》

印順法師將「密教」盛行視為佛法在印度衰亡之因，其理由如下：

佛元八世紀以來，佛教外以印度教之復興，於具有反吠陀傳統之佛教，予以甚大之逼迫。內以「唯心」、「真常」、「圓融」、「他力」、「神秘」、「欲樂」、「頓證」思想之泛濫，日與梵神同化。
幸得波羅王朝之覆育，乃得一長期之偏安。然此末期之佛教，論理務瑣屑玄談，供少數者之玩索；實行則迷信淫穢，鄙劣不堪！可謂無益於身心，無益於國族。律以佛教本義，幾乎無不為反佛教者！聞當時王舍城外之屍林中，密者於中修起屍法（可以害人）者，即為數不少。
佛教已奄奄一息，而又有強暴之敵人來。佛元十四世紀初，阿富汗王摩訶末，率軍侵略印度，佔高附而都之，回教漸滲入印度內地。相傳侵入者，凡十七次，每侵入，必舉異教之寺院而悉火之。佛教所受之損害，可想見也。於是恆河、閻浮河兩岸，西至摩臘婆，各地之佛徒，改信回教者日眾。
其佛教僅存之化區，惟摩竭陀迤東耳。迨波羅王朝覆亡，回教之侵入益深，漸達東印，金剛上師星散。不久，王室改宗，歐丹富多梨寺及超岩寺，先後被毀；即僅存之那爛陀寺，亦僅餘七十餘人。佛教滅跡於印度大陸，時為佛元十六世紀。佛教興於東方，漸達於全印，次又日漸萎縮而終衰亡於東方。
吾人為印度佛教惜，然於後期之佛教，未嘗不感其有可亡之道也！
《釋印順,印度之佛教,第四節 印度佛教之衰亡,p326》

## 影響
印順法師在阿含學的闡揚，對中觀學的詮釋，以及大乘三系的教判上，對台灣的佛學界有著顯著影響。佛教史學者藍吉富譽為「玄奘以來第一人」。
他早期的淨土論述《念佛淺說》、《淨土新論》，不被奉「明清以來淨土宗」為圭臬的蓮宗信眾所接受，而對其淨土思想產生反對聲浪。據江燦騰所說：反印順激進者，如台中李炳南居士領導的台中蓮社的部份信眾，曾出現燒書破魔說事件。
至於其所提出的人間佛教（以及太虛大師的「人生佛教」）主張，則直接或間接地引領了近代臺灣佛教的發展，例如佛光山的星雲法師提出「人間佛教性格」、慈濟的證嚴法師推展「人間菩薩招生』、法鼓山的聖嚴法師提倡「人間淨土」等等。雖然各團體在對「人間佛教」的理解上，有思想理論和實踐路線上的差異，但入世的社會關懷工作，注重「此時、此地、此人」是其共通的傾向。
這影響也漸遍至中國大陸佛教界，在2009年8月《印順法師佛學著作全集》正式在中國大陸出版。
不過，不同意或質疑印順法師思想觀點的佛教界或學界人士，也所在多有。這些反對者多認為印順法師「貶抑如來藏、貶抑淨土與禪宗、闢斥密教」，其論證過程有問題，結論也不盡可信。這些批判，也招來為其學說思想加以辯護或反思的回應。
2016年10月29—30日，以「佛教本位」為名號的「佛教義學會」在江蘇省惠山寺發起「無錫論壇」(第二屆佛教義學研討會)。會中堅持「中國化大乘法統」為根本的佛教交流原則，並將印順法師的學說歸類為「溫和版的大乘非佛說」，批評其「背離中國化大乘傳統」。不過，與會之一的學者林建德不同意該義學會的觀點，他表示：「印老實際上所說，以及批評者所理解的，有相當的落差」，主張印順法師的觀點是「理性版的大乘是佛說」。

## 重要作品
印順法師著作眾多，當中《成佛之道》是印順法師為初學者所撰寫的體系性佛學著作。該書與《妙雲集》下編諸書，同為佛學指引著作。另外按其自述，《成佛之道》和《初期大乘佛教之起源與開展》是特別談論有關於佛教修行的作品。
印順法師的重要作品，如下表所列：
〔總集〕
- 《妙雲集》，1973年出版
- 《華雨集》，1993年出版
- 《永光集》，2005年出版

〔佛學專著〕
- 《唯識學探源》，1940年/講，1944年出版（收錄於《妙雲集》）
- 《佛在人間》，1941年/講，1956年出版（收錄於《妙雲集》）
- 《大乘是佛說論》，1943年/講，1950年出版（收錄於《妙雲集》）
- 《性空學探源》，1944年/講，1950年出版（收錄於《妙雲集》）
- 《中觀今論》，1947年/講，1950年出版（收錄於《妙雲集》）
- 《佛法概論》，1949年出版，1954年再版（收錄於《妙雲集》）
- 《淨土新論》，1951年/講、出版（收錄於《妙雲集》）
- 《念佛淺說》，1953年/講、出版（收錄於《妙雲集》）
- 《學佛三要》，1953年/講，1956年出版（收錄於《妙雲集》）
- 《以佛法研究佛法》，1956年出版（收錄於《妙雲集》）
- 《成佛之道》，1960年出版，增注本為1994年出版（收錄於《妙雲集》）
- 《說一切有部為主的論書與論師之研究》，1968年出版
- 《原始佛教聖典之集成》，1971年出版
- 《初期大乘佛教之起源與開展》，1981年出版
- 《如來藏之研究》，1981年出版
- 《空之探究》，1985年出版
- 《契理契機之人間佛教》，1989年出版（收錄於《華雨集》）

〔經論講述〕
- 《攝大乘論講記》，1941年/講，1946年出版（收錄於《妙雲集》）
- 《解深密經筆記》（至〈無自性相品〉），1941年/講，未出版（參見《解深密經語體釋》）[42]
- 《金剛般若波羅蜜經講記》，1942年/講，1952年出版（收錄於《妙雲集》）
- 《中觀論頌講記》，1942-43年/講，1952年出版（收錄於《妙雲集》）
- 〈阿含講要〉，1944年（後來增編為《佛法概論》）
- 《般若波羅蜜多心經講記》，1947年/講，1950年出版（收錄於《妙雲集》）
- 《大乘起信論講記》，1950年/講，1951年出版（收錄於《妙雲集》）
- 《勝鬘經講記》，1951年/講，1952年出版（收錄於《妙雲集》）
- 《藥師經講記》，1954年/講，1955年出版（收錄於《妙雲集》）
- 《楞伽阿跋多羅寶經親聞記》，1957年/講，1995年出版
- 《法華經筆記》，1961年/講，未出版（另增編為《法華經講義》，2020年出版）[43][44]
- 《維摩經筆記》，1962-63年/講，未出版（另增編為《維摩經講義》，2021年出版）[45]
- 《寶積經講記》，1962年/講，1964年出版（收錄於《妙雲集》）
- 《往生淨土論講記》，1963年/講，1976年出版（收錄於《華雨集》）
- 《辨法法性論講記》，1964年/講，1982年出版（收錄於《華雨集》）
- 《大樹緊那羅王所問經偈頌講記》，1965年/講，1975年出版（收錄於《華雨集》）
- 《雜阿含經論會編》，1983年出版
- 《大乘廣五蘊論講記》，1985年/講，2011年出版
- 《大智度論筆記》，2004年出版

〔佛教歷史〕
- 〈三論宗史略〉，1937年發表
- 《印度之佛教》，1943年出版，1985年再版（另可參照《印順導師印度之佛教勘訂與資料彙編》，2009年出版）
- 《中國佛教史略》與妙欽合編，1947年出版（收錄於《妙雲集》）（另可參照《中國佛教史略原典資料彙編》，1997年出版）
- 《太虛大師年譜》，1950年出版（收錄於《妙雲集》）
- 《佛滅紀年抉擇談》，1951年出版（收錄於《妙雲集》）
- 《中國禪宗史——從印度禪到中華禪》，1971年出版
- 《印度佛教思想史》，1988年出版
- 《佛教史地考論》（收錄於《妙雲集》）

〔其他〕
- 《中國古代民族神話與文化之研究》，1975年出版

## 荣誉

### 中华民国勋章奖章
- 二等卿云勋章（2004年3月5日于台中太平华雨精舍颁授[46]）

## 剃度弟子
- 男眾弟子：釋厚學（證道）、釋厚基（證智）、釋厚宗（證明）、釋厚行（證融）、釋厚賢（證德）、釋厚觀（證中）
- 女眾弟子：釋慧瑜（證和）、釋慧理（證成）、釋慧瑩（證信）、釋慧瑞（證淨）、釋慧玨（證定）、釋慧琳（證融）、釋慧璋（證嚴）、釋慧潤（證莊）、釋慧琛（證慈）、釋慧琪（證妙）、釋慧璉（證道）、釋慧璿（證覺）、釋慧璨（證淳）

徒孫
釋證嚴的弟子：釋德慈、釋德昭、釋德融、釋德恩、釋德仰等等。

## 學生與學孫
學生
- 釋慧音，印順導師的學生。
- 釋昭慧、釋傳道

學孫

## 外部連結
- 財團法人印順文教基金會 （页面存档备份，存于）
- 美國印順導師基金會 （页面存档备份，存于）
- 印順導師著作目錄 （页面存档备份，存于）
- 印順法師佛學著作集 （页面存档备份，存于）
- 侯坤宏. . 國史館. 2008年. ISBN 978-986-01-3420-9.